# Niu Di
Niu Di (Pekín, 1996) es una deportista china que compite en escalada. Ganó una medalla de plata en el Campeonato Mundial de Escalada de 2019, en la prueba de velocidad.

## Palmarés internacional
| Campeonato Mundial | Campeonato Mundial | Campeonato Mundial | Campeonato Mundial |
| Año                | Lugar              | Medalla            | Prueba             |
| ------------------ | ------------------ | ------------------ | ------------------ |
| 2019               | Hachioji (Japón)   | Medalla de plata   | Velocidad          |